# Белёвский, Август
 Август Белевский  (пол. August Bielowski; также известный под псевдонимом Ян Плаза (пол. Jan Płaza); 27 марта 1806, Креховичи, Королевство Галиции и Лодомерии, Австрийская империя — 12 октября 1876, Львов, Цислейтания) — польский историк и писатель, работавший в Лемберге (Львове), австрийский подданный. 

## Биография
Родился в 1806 году в селе Креховичи, на тот момент принадлежавшем Австрийской империи (ныне Калушский район Ивано-Франковской области). С 1828 года учился в Львовском университете. Участвовал в восстании 1830 года в Царстве Польском, для чего специально туда приехал; после поражения восстания уехал  обратно в австрийскую Галицию. В 1834 году был арестован австрийскими властями, как политически неблагонадёжное лицо, и оставался в тюрьме около двух лет.
В 1845 стал участвовать в деятельности Народной библиотеки имени Оссолинских, а в 1869 году возглавил её. Белевский был известен, как издатель первого польского исторического альманаха «Monumenta Poloniae Historica» («Памятники польской истории»), активно работал над изданием сборника «Akta grodzkie i ziemskie». Научные интересы Белевского преимущественно были сосредоточены на изучении польской истории, свои основные работы он писал на польском языке.
Член-корреспондент русской Императорской академии наук в Санкт-Петербурге с 03.12.1865 по историко-филологическое отделению (разряд историко-политических наук).